# Charminus natalensis
Charminus natalensis is een spinnensoort uit de familie van de kraamwebspinnen (Pisauridae).
De wetenschappelijke naam van de soort werd in 1947 als Cispius natalensis gepubliceerd door Reginald Frederick Lawrence.